# De Groene Amsterdammer
De Groene Amsterdammer (« L'Amstellodamois vert » en néerlandais) est un hebdomadaire indépendant néerlandais, publié à Amsterdam, mais diffusé à l'échelle des Pays-Bas. Il constitue, aux côtés de Elsevier, HP/De Tijd et Vrij Nederland l'un des médias les plus influents dans son domaine. Fondé en 1877, il constitue en outre l'un des plus vieux médias néerlandais toujours en activité. Alors que le magazine était initialement publié sous le nom De Amsterdammer (« l'Amstellodamois »), le fait qu'il était imprimé à l'encre verte, et l'arrivée d'un autre magazine portant le même nom conduisirent à l'ajout de l'adjectif Groen (« vert » en néerlandais). Le nom De Groene Amsterdammer devint ainsi officiel en 1925.

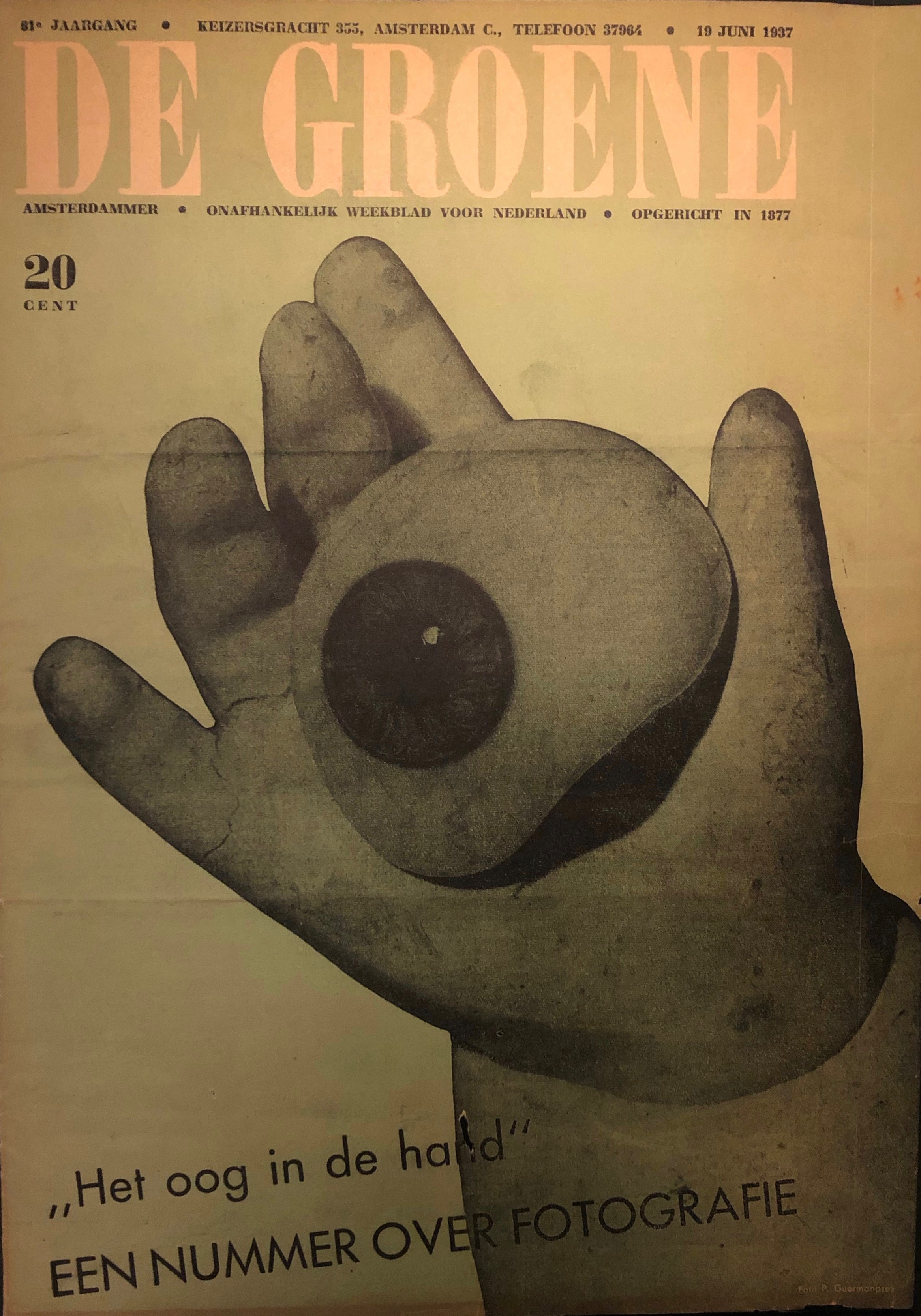
Couverture de 1937
(Photo Paul Guermonprez)

Simon Carmiggelt, Simon Vestdijk, Frederik van Eeden, Loe de Jong, Michiel van Kempen et Geert Mak, Niña Weijers, Jan Vrijman comptent parmi les illustres journalistes qui y ont contribué.